# 줄리엔 데이비스
줄리엔 데이비스(Julienne Davis, 1973년 9월 26일 ~ )는 미국의 배우, 모델, 가수, 영화배우이다. 로스앤젤레스에서 태어났다.

## 영화
- 하우스 오브 9 (2005년)
- 나를 책임져, 알피 (2004년)
- 타블로이드 (2001년)
- 아이즈 와이드 셧 (1999년)